# Jérôme Deom
Jérôme Deom (Libramont-Chevigny, 19 april 1999) is een Belgisch voetballer. Hij speelt voornamelijk als middenvelder. Hij verruilde in juli 2021 MVV Maastricht voor KAS Eupen.

## Carrière
Op 7 mei 2016 maakte Jérôme Deom onder trainer Yannick Ferrera op zeventienjarige leeftijd zijn officiële debuut voor Standard Luik. De jonge aanvaller mocht in de Play-off II-wedstrijd tegen Waasland-Beveren na 68 minuten invallen voor de twee jaar oudere Martin Remacle. Standard won de laatste wedstrijd van het seizoen met 2-0 dankzij treffers van Ivan Santini en Edmilson Junior.
Met het oog op meer speelkansen werd besloten Deom gedurende het seizoen 2018/19 uit te lenen aan de Nederlandse tweedeklasser MVV Maastricht. Ook Dimitri Lavalée werd dat seizoen uitgeleend aan de club uit Maastricht. Deom maakte dat seizoen veel minuten: in 31 competitiewedstrijden wist hij ook drie doelpunten te scoren. Na afloop van deze uitleenbeurt werd Deom definitief overgenomen door MVV, dat hem een contract tot de zomer van 2022 aanbood.
Na drie seizoenen bij MVV, waarin hij telkens een vaste waarde was, ondertekende hij in juli 2021 een driejarig contract bij de Belgische eersteklasser KAS Eupen.

## Statistieken
| Seizoen | Club             | Land               | Competitie      | Competitie | Competitie | Beker | Beker | Supercup | Supercup | Europees | Europees | Totaal | Totaal |
| Seizoen | Club             | Land               | Competitie      | Wed.       | Dlp.       | Wed.  | Dlp.  | Wed.     | Dlp.     | Wed.     | Dlp.     | Wed.   | Dlp.   |
| ------- | ---------------- | ------------------ | --------------- | ---------- | ---------- | ----- | ----- | -------- | -------- | -------- | -------- | ------ | ------ |
| 2015/16 | Standard Luik    | Vlag van België    | Eerste klasse A | 1          | 0          | 0     | 0     | /        | /        | /        | /        | 1      | 0      |
| 2016/17 | Standard Luik    | Vlag van België    | Eerste klasse A | 9          | 0          | 0     | 0     | /        | /        | /        | /        | 9      | 0      |
| 2017/18 | Standard Luik    | Vlag van België    | Eerste klasse A | 0          | 0          | 0     | 0     | /        | /        | /        | /        | 0      | 0      |
| 2018/19 | → MVV Maastricht | Vlag van Nederland | Eerste Divisie  | 31         | 3          | 1     | 0     | /        | /        | /        | /        | 32     | 3      |
| 2019/20 | MVV Maastricht   | Vlag van Nederland | Eerste Divisie  | 24         | 0          | 1     | 0     | /        | /        | /        | /        | 25     | 0      |
| 2020/21 | MVV Maastricht   | Vlag van Nederland | Eerste Divisie  | 37         | 3          | 1     | 0     | /        | /        | /        | /        | 38     | 3      |
| 2021/22 | KAS Eupen        | Vlag van België    | Eerste klasse A | 30         | 0          | 5     | 0     | /        | /        | /        | /        | 35     | 0      |
| 2022/23 | KAS Eupen        | Vlag van België    | Eerste klasse A | 16         | 0          | 1     | 0     | /        | /        | /        | /        | 17     | 0      |
| 2023/24 | KAS Eupen        | Vlag van België    | Eerste klasse A | 21         | 1          | 0     | 0     | /        | /        | /        | /        | 21     | 1      |
| TOTAAL  | TOTAAL           | TOTAAL             | TOTAAL          | 178        | 7          | 9     | 0     | 0        | 0        | 0        | 0        | 187    | 7      |

1 Moser ·
2 Van Genechten ·
3 Davidson ·
4 Baiye ·
7 Nuhu ·
8 Peeters ·
9 Prevljak ·
10 Charles-Cook ·
11 N'Dri ·
13 S. Keita ·
14 Deom ·
15 Magnée ·
17 Bitumazala ·
18 A. Keita ·
20 Magee ·
23 Christie-Davis ·
24 Wakaso ·
28 Paeshuyse ·
29 Alloh ·
30 Gorenc ·
33 Nurudeen ·
35 Lambert ·
47 Offermann ·
77 Oger ·
99 Roufosse ·
Coach: Still